# Elastico
Im Fußball versteht man unter einem Elastico eine Finte, die zur Verwirrung des gegnerischen Spielers führen soll. Dieser soll über die einzuschlagende Richtung des ballführenden Spielers getäuscht werden, mit dem Ziel, ihn in einer 1:1-Situation zu umgehen.

## Inhalt
Hierbei bringt der ballführende Spieler seinen Fuß unter den Ball, und zwar so, dass er ihn im Wesentlichen mit der Außenseite seines Fußes führt. Anschließend wird der Ball in eine Richtung gedrückt, wobei der Gegner glauben soll, dass sich der ballführende Spieler in diese Richtung bewegen wird. Der Fuß wird unter dem Ball so durchgeführt, dass sich der Ball schließlich auf der Innenseite des Fußes befindet. Dann ändert der Ballführende abrupt die Richtung und zieht an dem Gegner in der neu eingeschlagenen Richtung vorbei.
Die richtige Durchführung dieser Finte erfordert eine sehr gute Koordination und eine hohe Geschwindigkeit. Wegen der Gefahr, den Ball zu verlieren, sollte er nur tief in der gegnerischen Hälfte angewendet werden.

## Herkunft
Dem brasilianischen Nationalspieler Roberto Rivelino wurde die Erfindung des Elastico angedichtet. Dieser betonte jedoch, dass er sich den Trick bei Sérgio Echigo abgeschaut hatte – einem brasilianischen Spieler mit japanischen Wurzeln. In den 1980er Jahren sah man diesen Trick selten. Der brasilianische Nationalspieler Júnior zeigte ihn bei der WM 1982 beim Spiel gegen Schottland. Bekannt gemacht und perfektioniert wurde diese Technik von Ronaldinho Mitte der 1990er Jahre. Ronaldo und Roberto Carlos hatten sie bereits vorher gezeigt.
Im Englischen spricht man auch vom Flip flap.